# Проклятие Гавайев
«Проклятие Гавайев» (англ. The Curse of Lono) — роман американского гонзо-журналиста Хантера Стоктона Томпсона. Оригинал был издан компанией Bantam Books в 1983 году. Впоследствии произведение было переведено на русский язык и выпущено издательством АСТ.

## История
«Проклятие Гавайев» часто рассматривается как своеобразное продолжение «Страха и отвращения в Лас-Вегасе» — как и в случае с мотогонкой Mint 400 в центре Лас-Вегаса, перед Томпсоном стоит цель написать статью для спортивного журнала.
Отмечается, что в сюрреалистическом «Проклятье Гавайев» весьма затруднительно отделить правду от вымысла: так, Томпсон пишет, что был на Гавайях единственный раз и провёл на острове множество дней — на самом деле писатель собирал материал для романа в течение двух поездок, но определить их границу в самом произведении невозможно. Иные аспекты романа полностью достоверны: к примеру, неправдоподобная поимка автором 308-фунтового марлина была запечатлена на фотографии, которую Хантер отправил своему другу, художнику Ральфу Стэдману.
«Проклятие Гавайев», иллюстрированное Стэдманом, было выпущено малым тиражом в 1000 экземпляров в 1983-м году; единственный раз переиздавалось в 2005-м. В окончательной версии романа хаотично сочетаются выдержки из книг «Последнее путешествие капитана Кука» Ричарда Хау и «Письма с Гавайев» Марка Твена, несколько писем Хантера Томпсона Ральфу Стэдману, и собственно история «Проклятие Гавайев», которая излагается автором то в настоящем, то в прошедшем времени.

## Сюжет
Хантер Томпсон отправился на Гавайи, чтобы осветить ежегодный марафон в Гонолулу, а затем встретить Рождество в деревне Кона, вместе со своей невестой, сыном, Ральфом и его семьёй. Ожидаемый спокойный и беззаботный отдых на солнечном побережье обернулся для компании многодневной борьбой с проливным дождём и огромными волнами.
Подогреваемый алкоголем и наркотиками, Хантер, со своими новыми знакомыми Акерманом и Стивом, предпринял опасный выход на катере в море, с целью поимки марлина — троицу чуть было не погубил шторм. Вернувшись в Кону, журналист обнаружил, что Стэдман не выдержал суровых погодных условий и вылетел домой в Англию.
Погрязнув в долгах, Томпсон и Аккерман спланировали транспортировку урожая местной конопли в Соединённые Штаты. В последний день своего пребывания на Гавайях Хантер решил снова выйти порыбачить в море. В этот раз писателю сопутствовала удача, и он убил боевой самоанской дубинкой гигантского марлина. На остров Хантер вернулся покрывая толпу ругательствами, размахивая дубинкой и называя себя богом Лоно.
Результатом этого безрассудства стал побег в Город Спасённых — единственное место, где человек может не опасаться нападения своих преследователей. Роман не имеет чёткого завершения. Читатель оставляет Хантера Томпсона в Городе Спасённых, дальнейшая судьба журналиста неизвестна.